# Senat Brandt I
Der Senat Brandt I war vom 3. Oktober 1957 bis zum 15. Januar 1959 die Regierung von West-Berlin.
| Amt                                                            | Name                              | Partei | Partei    |
| -------------------------------------------------------------- | --------------------------------- | ------ | --------- |
| Regierender Bürgermeister                                      | Willy Brandt                      |        | SPD       |
| Bürgermeister                                                  | Franz Amrehn                      |        | CDU       |
| Senator für Arbeit und Soziales                                | Eduard Bernoth                    |        | CDU       |
| Senator für Bau- und Wohnungswesen                             | Rolf Schwedler                    |        | SPD       |
| Senator für Bundesangelegenheiten und Post- und Fernmeldewesen | Günter Klein                      |        | SPD       |
| Senator für Finanzen                                           | Friedrich Haas (bis 2. Juli 1958) |        | CDU       |
| Senator für Finanzen                                           | August Weltzien (ab 2. Juli 1958) |        | parteilos |
| Senator für Gesundheitswesen                                   | Hans Schmiljan                    |        | CDU       |
| Senator für Inneres                                            | Joachim Lipschitz                 |        | SPD       |
| Senatorin für Jugend und Sport                                 | Ella Kay                          |        | SPD       |
| Senator für Justiz                                             | Valentin Kielinger                |        | CDU       |
| Senator für Verkehr und Betriebe                               | Otto Theuner                      |        | SPD       |
| Senator für Volksbildung                                       | Joachim Tiburtius                 |        | CDU       |
| Senator für Wirtschaft und Kredit                              | Paul Hertz                        |        | SPD       |